# Баребинский сельсовет
Баребинский сельсовет — упразднённая административно-территориальная единица, существовавшая на территории Рязанской губернии и Московской области до 1954 года.
Баребинский сельсовет был образован в первые годы советской власти. В конце 1920-х годов он входил в состав Зарайской волости Зарайского уезда Рязанской губернии.
В 1929 году Баребинский с/с был отнесён к Зарайскому району Коломенского округа Московской области.
17 июля 1939 года к Баребинскому с/с было присоединено селение Солопово-2 Трасненского с/с.
14 июня 1954 года Баребинский с/с был упразднён. При этом его территория была передана в Трасненский с/с.